# اداموز
اداموز (به اسپانیایی: Adamuz) یک شهرستان در اسپانیا است که در استان کوردوبا (اسپانیا) واقع شده‌است.

## خصوصیات
اداموز ۳۳۴ کیلومترمربع مساحت و ۴٬۴۱۴ نفر جمعیت دارد و ۲۴۰ متر بالاتر از سطح دریا واقع شده‌است.